# Theodor Janisch
Theodor Janisch (ur. 1 lutego 1902 w Villach, zm. w 1940 w Wiedniu) – austriacki strzelec, olimpijczyk.
Był związany z Villach. Wystąpił na Letnich Igrzyskach Olimpijskich 1936 w jednej konkurencji, którą był karabin małokalibrowy leżąc z 50 m. Zajął w niej 32. pozycję ex aequo z trzema zawodnikami. 

## Wyniki

### Igrzyska olimpijskie
| Igrzyska    | Konkurencja                       | Wynik    | Miejsce | Źródło |
| ----------- | --------------------------------- | -------- | ------- | ------ |
| Berlin 1936 | Karabin małokalibrowy leżąc, 50 m | 291 pkt. | 32      | [ 2 ]  |